# オンワード樫山
株式会社オンワード樫山（オンワードかしやま、英: Onward Kashiyama Co, Ltd.）とは、日本の大手アパレル・宝飾品会社。

## 概要
オンワード樫山は、自社ブランドのアパレルに加え様々な海外ブランドともライセンス契約を締結している。創業者は樫山純三で、1960年代以降に自社の社名を冠名にした競走馬を多数デビューさせた馬主としても知られている（主な活躍馬：ミスオンワード、オンワードゼアなど）。
2007年（平成19年）9月に従前の株式会社オンワード樫山は純粋持株会社に移行して「株式会社オンワードホールディングス」に商号変更した。そして事業会社である（新）株式会社オンワード樫山が新たに営業を開始した。

## オリジナルブランド

### レディース
- 組曲
- 組曲ジュエリー
- ICB
- 23区
- 23区ゴルフ
- prideglide
- J.プレス
- 自由区
- anyFAM
- anySiS
- ATON
- Feroux
- Rose Bullet
- BEIGE,
- SHARE PARK
- KASHIYAMA（オーダーメイド）

### メンズ
- 23区オム - 2020年（令和2年）春夏をもって休止。
- 23区ゴルフ
- J.プレス
- 五大陸
- KASHIYAMA（オーダーメイド）

### キッズ
- 組曲キッズ
- J.プレスキッズ
- anyFAM

### 過去のオリジナルブランド
- 23区SPORT
- ASSSA（アッサ）
- SUIVI

## ライセンスブランド

### 現在のライセンスブランド
- ポール・スミス
- TOCCA
- TOCCA BAMBINI
- DOLLY GIRL by ANNA SUI
- ジョゼフ・オム　- 2005年（平成17年）にはジョゼフ・グループ全体を買収した[1]。
- チェルッティ1881
- ジョセフ・アブード-  1995年にはライセンスを取得した他、2022年10月に米JAWHP社から日本における商標権を取得[2]。

### 過去のライセンスブランド
- イヴ・サンローラン
- CK カルバンクライン - 2020年（令和2年）秋冬をもって取り扱い終了[3]。
- ジャン＝ポール・ゴルチエ
- ソニア・リキエル
- チェッセ・ピューミニ
- ミッソーニ

## 関連会社ブランド
- オンワードグローバルファッション
- ポロ ラルフ・ローレン
- ダナ・キャラン ニューヨークなど

## オンワードビーチリゾート
オンワード樫山はグアムにオンワードビーチリゾートを保有している。これは複合リゾートホテルである。

## スポーツ関係
同社はテレビCMの他、宮城球場（レフト外野フェンス）や明治神宮野球場（左右両側の外野フェンス手前のファウルゾーン）などに広告を出している。かつては後楽園球場のバックスクリーンに広告を掲示していた。
オンワードスカイラークスは、社会人アメリカンフットボール（Xリーグ）1部強豪の実業団チームだったオンワードオークスがファミリーレストランチェーン・すかいらーくの企業チームと合併し、クラブチームとして再結成されたがすかいらーくがスポンサードを撤退。その後オンワード樫山が単独スポンサーとして支えていたが、2008年（平成20年）を以てスポンサードを終了。現在メンバーの一部が相模原ライズとして活動を行っている。
2021年（令和3年）6月25日、株式会社オンワードパーソナルスタイルのオーダーメイドブランド「KASHIYAMA」が、ラグビー日本代表（男子・女子）、ラグビー7人制（男子・女子）のオフィシャルサポーターとなる。

## 日本のアパレルメーカー売上順位
2015年（平成27年）度
- 1位：ファーストリテイリング （1兆6,817億円）
- 2位：しまむら （5,470億円）
- 3位：ワールド （2,985億円）
- 4位：オンワードHD （2,635億円）
- 5位：青山商事 （2,217億円）

2020年（平成32年）度
- 1位：ファーストリテイリング （2兆88億円）
- 2位：しまむら （5,426億円）
- 3位：アダストリア （1,838億円）
- 4位：ワールド （1,803億円）
- 5位：オンワードHD （1,743億円）

## イメージモデル
23区
- 中山美穂
- 夏川結衣
- 樋口可南子
- 細川茂樹
- 玉置浩二
- 辰巳琢郎
- 菅野美穂
- 岡本竜汰
- 絵美里
- 杏

自由区
- 中山美穂
- 賀来千香子
- 絵美里

組曲
- 今井美樹
- 中谷美紀
- 伊東美咲
- 藤澤恵麻
- 柴咲コウ
- 長澤まさみ
- 石原さとみ

anysis
- 北川景子

## 提供番組
- 金曜ドラマ（TBS、1980年4月 - 1983年3月）[注 1]
- 月曜ロードショー（TBS）